# Cerova
Cerova (serb. Церова) ist ein Ort in der serbischen Gemeinde Kruševac.
Der Ort hat 401 Einwohner (Zensus 2002), 1991 waren es noch 424.